# Theudebert I
Theudebert I (franceză: Thibert sau Théodebert), (n. 500 d.Hr. – d. 548 d.Hr.) a fost regele merovingian al orașelor Metz, Rheims, sau al Austrasiei—după cum a mai fost denumit regatul său—din 533 până în 548. Capitala sa se afla la Rheims în nord-estul Galiei.

## Biografie
A fost fiul lui Theuderic I, rege al Austrasiei. În 533, s-a căsătorit cu Deuteria, o galo-romană. Mai tărziu, a repudiat-o pe aceasta pentru a se căsători cu Wisigarda (fiica lui Wacho, rege al lombarzilor). Copiii săi au fost Theudebald și Berthoara. 
În anul 532, Theudebert a terminat, împreună cu Guntram (fiul unchiului său, regele Clotaire I din Soissons), recucerirea teritoriilor deținute de bunicul său, Clovis I, care fuseseră ocupate de către goți după moartea acestuia. După moartea lui Theuderic la sfârșitul anului 534, Theudebert a moștenit posesiunile tatălui său, în ciuda pretențiilor unchilor săi, regii Childebert I din Paris și Clotaire I. Childebert, care nu avea copii, s-a aliat apoi cu nepotul său, împărțind cu el teritoriile moștenite de la Chlodomer din Burgundia. La scurt timp după aceasta, l-a adoptat pe Theudebert.
Regii merovingieni s-au unit apoi împotriva ostrogoților. Aliat fiind cu gepizii și cu lombarzii (prin căsătoria cu Wisigarda), Theudebert a câștigat provinciile nordice, precum și Rhaetia. În 545, a ocupat și o mare parte a Veneției, dar Theudebert a evitat confruntarea cu Imperiul Bizantin.
Theudebert a murit în al 14-lea an al domniei sale (la sfârșitul lui 547 sau începutul lui 548) fiind succedat de fiul său Theudebald.